# Robert Emmerich
Robert Emmerich (* 23. Juli 1836 in Hanau; † 11. Juli 1891 in Baden-Baden) war ein deutscher Komponist.

## Leben
Als Sohn eines hessischen Rates geboren, studierte Emmerich ab 1856 Rechtswissenschaften in Bonn und ab 1858 in Greifswald. Neben seinem Jura-Studium vertiefte er in Bonn seine musikalischen Kenntnisse im Unterricht bei dem dortigen Musikdirektor Albert Dietrich, einem Schüler Robert Schumanns. 1856 wurde er Mitglied der Bonner Burschenschaft Frankonia. 1858 ließ er sich nach Preußen einbürgern und ging zum Militär, wo er in Mainz beim 1. Pommerschen Infanterie-Regiment als Fähnrich, ab 1862 in Rastatt als Leutnant und ab 1867 in Frankfurt am Main als Hauptmann diente. 1873 nahm er seinen Abschied, um sich ausschließlich der Musik zu widmen.
Von 1873 bis 1878 lebte Emmerich in Darmstadt, danach war er Kapellmeister am Stadttheater Magdeburg (1878/1879). Anschließend zog er nach Stuttgart, wo er ab 1889 Dirigent des Neuen Singvereins war. Emmerich komponierte drei Opern, zunächst die romantische Oper Der Schwedensee (1873) in drei Akten mit einem Text von Ernst Pasqué, die in Weimar uraufgeführt wurde. Danach folgten die Opern Van Dyck (1875, ebenfalls Text von Pasqué, Uraufführung in Stettin) und Ascanio (1881, Uraufführung in Stuttgart). Außerdem komponierte er zwei Sinfonien, eine Kantate (Huldigung dem Genius der Töne, Op. 46, Text: Josef Viktor Widmann) und vertonte weit über 100 Gedichte, darunter Texte u. a. von Clemens Brentano, Joseph von Eichendorff, Johann Wolfgang von Goethe, Heinrich Heine, Paul Heyse, Eduard Mörike, Friedrich Rückert, Theodor Storm und Ludwig Uhland.